# (1305) Pongola
(1305) Pongola est un astéroïde de la ceinture principale découvert le 19 juillet 1928 à Johannesbourg (UO) par l'astronome sud-africain Harry Edwin Wood.
Il fut nommé d'après la rivière Pongola.

## Historique
Sa désignation provisoire, lors de sa découverte le 19 juillet 1928, était 1928 OC.